# سیکستو رودریگز
خسوس سیکستو دیاز رودریگز (انگلیسی: Jesus Sixto Diaz-Rodriguez؛ زاده ۱۰ ژوئیه ۱۹۴۲ – درگذشته ۸ اوت ۲۰۲۳) که بیشتر با نام سیکستو رودریگز شناخته می‌شود، موسیقی‌دان آمریکایی اهل دیترویت بود.
اگر چه حرفه او در ابتدا با هیاهوی کمی در ایالات متحده مواجه شد، اما در آفریقای جنوبی، استرالیا و نیوزیلند به موفقیت دست یافت. برای چندین دهه بدون اینکه خود او اطلاعی داشته باشد، موسیقی او در آفریقای جنوبی بسیار موفق و تأثیرگذار بود. در دوره‌ای اطلاعات در مورد او کم بود و در آفریقای حنوبی به اشتباه شایع شده بود که او مدت کوتاهی پس از انتشار آلبوم دومش با خودکشی درگذشته است.
در دهه ۱۹۹۰، طرفداران او در آفریقای جنوبی موفق به تماس با رودریگز شدند که منجر به احیای غیرمنتظره حرفه موسیقی او شد. این موضوع در فیلم مستند «در جستجوی شوگرمن» که برنده جایزه اسکار ۲۰۱۲ شد، بیان شد و به رودریگز کمک کرد تا در کشورش به شهرت برسد. در مه ۲۰۱۳، رودریگز مدرک دکترای افتخاری ادبیات انسانی را از دانشگاه ایالتی وین در دیترویت دریافت کرد.

## زندگی‌نامه

### ابتدای زندگی
سیکستو دیاز رودریگز در ۱۰ ژوئیه ۱۹۴۲ در دیترویت به دنیا آمد. او ششمین فرزند خانواده مهاجر مکزیکی خود بود. مادر او در زمانی که رودریگز سه سال داشت درگذشت. آنها به هجوم بزرگی از مکزیکی‌ها پیوسته بودند که برای کار در صنایع دیترویت به غرب میانه آمده بودند. مهاجران مکزیکی در آن زمان با بیگانگی شدید و حاشیه‌نشینی مواجه بودند. رودریگز در بیشتر ترانه‌هایش موضعی سیاسی در مورد مشکلاتی که فقرای درون شهر با آن مواجه بودند اتخاذ می‌کرد.

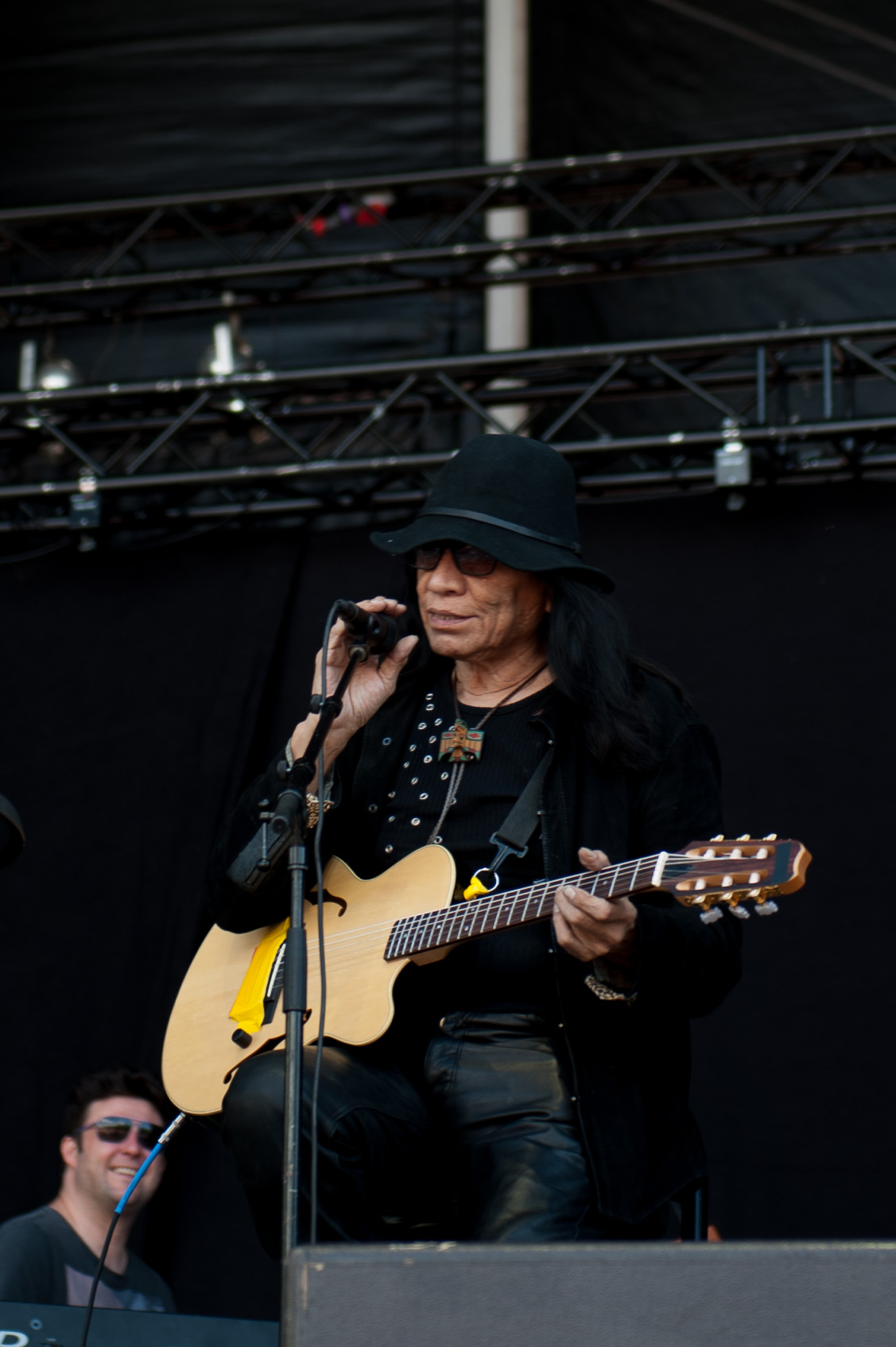
سیکستو رودریگز در گوتنبرگ، سال ۲۰۱۳

### حرفه موسیقی
در سال ۱۹۶۷، او با استفاده از نام رودریگز تک‌آهنگی به نام «از اینجا دور می‌شوم» (I'll Slip Away) را منتشر کرد. او به مدت سه سال دیگر هیچ موسیقی‌ای ضبط نکرد، تا اینکه با ساسکس رکوردز که شاخه‌ای از بودا رکوردز می‌باشد قراردادی امضا کرد. پس از آن از نام حرفه‌ای مورد نظر خود یعنی رودریگز استفاده کرد. او دو آلبوم با ساسکس به نام‌های واقعیتی سرد (Cold Fact) در سال ۱۹۷۰ و برآمده از واقعیت (Coming from Reality) در نوامبر ۱۹۷۱ ضبط کرد. با این حال، از هر دو آلبوم تعداد نسخه کمی در آمریکا فروخته شد و رودریگز، دو هفته قبل از کریسمس ۱۹۷۱ توسط ساسکس کنار گذاشته شد. همچنین، خود ساسکس نیز در سال ۱۹۷۵ بسته شد. در زمانی که رودریگز توسط ساسکس کنار گذاشته شد، او در حال ضبط آلبوم سومی بود که هرگز منتشر نشد.
در سال ۲۰۱۳ گفته شد که رودریگز در حال مذاکره با استیو رولند، تهیه‌کننده آلبوم برآمده از واقعیت است. رودریگز به مجله رولینگ استون گفته بود: «من حدود سی آهنگ جدید نوشته‌ام. او (رولند) به من گفت که چند نوار برای او بفرستم، بنابراین من این کار را خواهم کرد.»